# 1913 a tudományban
Az 1913. év a tudományban és a technikában.

## Díjak
- Nobel-díjak
  - Fizikai Nobel-díj: Heike Kamerlingh Onnes
  - Fiziológiai és orvostudományi Nobel-díj: Charles Richet
  - Kémiai Nobel-díj: Alfred Werner

## Fizika
- Robert Millikan publikálja az elemi töltés nagyságának megmérését célzó híres olajcseppkísérletét

## Kémia
- Niels Bohr dán fizikus közzéteszi a róla elnevezett Bohr-féle atommodellt
- Kasimir Fajans és Oswald Helmuth Göhring először azonosítja a protaktíniumot

## Éghajlatkutatás
- Charles Fabry francia fizikus felfedezi az ózonréteget

## Születések
- március 26. – Erdős Pál magyar matematikus, az MTA tagja († 1996)
- július 12. – Willis Eugene Lamb megosztott Nobel-díjas amerikai fizikus († 2008)
- augusztus 10. – Wolfgang Paul Nobel-díjas német fizikus († 1993)
- szeptember 4. – Stanford Moore megosztott Nobel-díjas amerikai biokémikus († 1982)

## Halálozások
- január 2. – Léon Teisserenc de Bort francia meteorológus, a sztratoszféra felfedezője (* 1855)
- január 5. – Lewis A. Swift amerikai csillagász, matematikus tanár (* 1820)
- március 11. – Lengyel Béla magyar vegyész, akadémikus, egyetemi tanár (* 1844)
- április 8. – Kőnig Gyula magyar matematikus (* 1849)
- szeptember 30. – Rudolf Diesel német mérnök, a róla elnevezett öngyulladó belsőégésű motor (dízelmotor) feltalálója (* 1858)
- november 7. – Alfred Russel Wallace brit természettudós, felfedező, geográfus, antropológus, és biológus (* 1823)